# Henry Brouncker
Henry Brouncker (1627 – 4 januari 1687), 3e burggraaf Brouncker, tweede zoon van William Brouncker, 1e burggraaf Brouncker, en Winifred Leigh, was een hofdignitaris tijdens in de Engelse restauratie; zijn broer was de beroemde wiskundige William Brouncker, 2e burggraaf Brouncker, voorzitter van de Royal Society.
Henry behaalde in 1646 zijn graad in Oxford als arts. Hij was parlementslid voor New Romney van 1665 tot 21 april 1668, toen hij werd afgezet wegens 'weigeren om het Huis bij te wonen'.
John Evelyn schreef dat hij een wreed en wrokkig mens was, maar dat "maar dat zijn ijver en vaardigheid bij het gokken door weinigen wordt geëvenenaard". Hij was een beroemd schaakspeler. Hij wordt vermeld in de beroemde "Mémoires" van Philibert de Gramont, in het bijzonder zijn voorkeur voor "sinaasappelverkoopsters".
Tijdens de Slag bij Lowestoft in 1665 was Henry op de Royal Charles en verhinderde vlagkapitein Harman om de Nederlanders verder te achtervolgen.